# Сезгин, Исмет
Исмет Сезгин (тур. İsmet Sezgin; 6 января 1928, Айдын, Турция — 7 декабря 2016 года, Анкара, Турция) — турецкий государственный деятель, заместитель премьер-министра и министр национальной обороны Турции (1997—1999).

## Биография
Родился в многодетной семье, был старшим из девяти детей.
Окончил начальную школу в Айдыне и гимназию в Измире. В 1950 г. окончил Колледж бизнеса и коммерции в Измире (впоследствии — Университет Девятого сентября), занимал пост президента студенческого объединения. Начал работать в Денизлинском филиале Турецкого банка недвижимости. Женился на Саадет Ханым, которая работала учителем математики в Денизли.
В 1952 г. он был избран в совет Демократической партии в Денизли. В 1955 г., в возрасте 27 лет, он был избран мэром Айдына. После государственного переворота 27 мая 1960 г. и прихода к власти Джемаля Гюрселя был арестован, как и все другие политики правящей партии. После освобождения он основал в Айдыне отделение «Партии справедливости». На парламентских выборах 1961 го. был избран депутатом Великого Национального Собрания Турции.
С 1963 по 1985 г. являлся президентом Турецкой ассоциации муниципалитетов.
С 1961 по 1980 гг. — депутат Великого национального собрания. В 1968 г. был избран заместителем председателя «Партии справедливости». В 1969—1971 гг. — министр по делам молодежи и спорта. После Государственного переворота (1971) подал в отставку.
В 1979—1980 гг. — министр финансов Турции. Покинул пост после Государственного переворота в Турции (1980).
После истечения срока запрета на политическую деятельность в 1988 г. вступил в ряды «Партии верного пути»; с 1991 по 1999 г. вновь избирался в состав Великого национального собрания.
В 1991—1993 гг. — министр внутренних дел. В октябре-декабре 1995 г. — председатель Великого национального собрания Турции.
В 1997 г. вышел из «Партии верного пути» в знак протеста против формирования правительственной коалиции с исламистской «Партией благоденствия», выступил одним из основателей Демократической партии Турции. В 1997—1999 гг. — заместитель премьер-министр и министр обороны Турции.
В 1999 г. был избран председателем Демократической партии Турции. В мае 2002 г. он подал в отставку и завершил свою политическую карьеру.
В 1967—1968 гг. занимал пост президента ФК «Генчлербирлиги».